# Nick Schneider
Nick Schneider (* 17. Januar 1943; † 9. Mai 2024 in Schaumburg, Illinois) war ein US-amerikanischer Jazzmusiker (Kontrabass, auch Komposition), der sich vor allem in der Musikszene Chicagos hervortat.

## Wirken
Schneider begann im Alter von 14 Jahren professionell aufzutreten; später studierte er bei Rudy Fassbender am Chicago Conservatory of Music. Er leistete seinen Militärdienst in der US-Armee zunächst in Vietnam ab, bevor er mit dem Sänger Don Ho in Oahu auftrat. Im Laufe seiner weiteren Karriere trat er mit Jazzgrößen wie Randy Brecker, Eddie Higgins, Teddy Wilson, außerdem mit der Buddy Rich Big Band und The Tonight Show Band auf. Auch war er Mitglied des Bruce Oscar Trios, mit dem er in Chicago bei verschiedenen Jamsessions spielte. Mehr als elf Jahre lang gehörte er zum Trio des Pianisten Danny Long, mit dem er auch aufnahm. Des Weiteren wirkte er bei Aufnahmen von Sunny Lawrence, Audrey Morris, Dan McIntyre, Sam Fazio, Frank Lamphere, Frank D’Rone und Ira Sullivan/Jim Holman (Blue Skies) mit. Im Bereich des Jazz war er laut Tom Lord zwischen 1980 und 2014 an zehn Aufnahmesessions beteiligt. Unter eigenem Namen legte Schneider 2008 das selbstproduzierte Album Pullin’ Strings vor. 2018 trat er in Mike Jeffers’ Sendung Talking Jazz auf. Außerdem war er Mitglied des Arts Center Collective, einem Septett von Musikern, die hauptsächlich im oberen Mittleren Westen leben.
Schneider unterrichtete zudem am Oakton Community College, am Indianhead Arts Center der University of Wisconsin und in seinem privaten Studio.